# Collage (boisson)
Pour les articles homonymes, voir Collage.
Le collage consiste à ajouter à un liquide comme du vin, de la bière ou du jus de fruits, dans le but de le clarifier, une substance qui s'associera avec les particules en suspension présentes dans le but de les faire floculer (coagulation suivie de précipitation) pour les séparer plus facilement par sédimentation ou filtration.
Un collage protéique consiste en l'ajout d'une substance contenant des protéines. Ces protéines vont floculer et précipiter avec elles les molécules responsables du trouble (substances colloïdales), entraînant une clarification du liquide une fois les particules séparées. Les protéines floculent particulièrement les tanins (polyphénols).

## Colles
Ces substances provoquant la floculation des matières particulaires et des tanins, encore appelées "colles" peuvent être liquides ou solides (feuilles, copeaux, écailles, granulée ou poudres) et d'origine animale, végétale ou de synthèse.

### Alginate
Alginate de sodium ou de calcium obtenus à partir d'algues brunes. Dose : 4 à 8 g/hL. La précipitation est difficile : on filtre le vin après le collage.

### Blanc d'œuf
Le blanc d'œuf est employé pour assouplir les vins rouges tanniques. On utilise 3 à 8 blancs d'œuf par fût de 225 litres (75 à 200 ml/hl).
Le séchage ou le chauffage dénature certaines protéines longues, si bien que les blancs d'œuf frais et les produits lyophilisés ne donnent pas les mêmes résultats.
Le blanc d'œuf contient également une enzyme : le lysozyme (9 g/L). Elle attaque la paroi des bactéries à coloration de Gram positive. Mais elle est inoffensive pour les bactéries lactiques parce qu'elle précipite lors du collage.

### Caséine
La caséine est une colle utilisée dans les vins blancs. Elle peut aussi prévenir ou corriger l'oxydation. On utilise 10 à 20 g/hl en prévention, et au maximum 50 g/hl en curatif.
Sa floculation est rapide : il est nécessaire d'effectuer un brassage ou un remontage pendant le collage.
L'utilisation de lait entier n'est plus autorisée dans l'Union européenne. Il décolore et désodorise les vins. Contrairement à la caséine, des doses trop élevées (> 0,2 – 0,4 L/hl) peuvent conduire à un surcollage.

#### Bentonite-caséine
La caséine est souvent utilisée en association avec la bentonite. Dans ce cas elle permet de décolorer un vin. On l'utilise en Bourgogne pour faire du crémant à partir de pinot noir. On l'introduit dans la cuve en début de fermentation et on la laisse pendant la durée de la fermentation. Elle produit des lies compactes bien tassées.

### Gélatine
Les gélatines sont extraites des peaux de porc et des os d'animaux. Elles doivent contenir plus de 14 % d'azote. Seules 1 à 5 % des gélatines sont destinées à l'œnologie. Le reste étant utilisé dans le secteur alimentaire, les émulsions des pellicules photographiques, l'industrie pharmaceutique...
Composition : glycine, proline, hydroxyproline, acide glutamique.
Classification des gélatines suivant leur solubilité : 
- SF : solubles à froid
- L : liquides
- SC : solubles à chaud (40 à 50 °C). Elles conviennent aux vins rouges contenant beaucoup de composés phénoliques. On emploie des doses de 3 à 10 g/hL.

Additionnée à un gel ou un sol de silice, on peut l'utiliser dans les vins issus de la pourriture noble pour éliminer les colloïdes polysaccharidiques.

### Ichtyocolle
L'ichtyocolle, ou colle de poisson, est issue de la vessie natatoire de poisson, le plus souvent d'esturgeon. On la laisse reposer pendant dix jours dans de l'eau additionnée d'acide chlorhydrique (0,5 mL de HCl/L) et de dioxyde de soufre (200 mg SO2/L), puis on la passe au tamis. Elle ne peut se conserver car elle s'hydrolyse à bas pH sous l'effet de l'acide.
Cette colle issue du fluide contenu dans les vessies natatoires est assez rare et onéreuse. C'est pourquoi les préparations commerciales sont généralement réalisées à partir de peau et de cartilage de poissons (déchets halieutiques).
La colle de poisson rend les vins limpides et accentue la couleur jaune. On l'utilise entre 1 et 2,5 g/hL dans les vins blancs, et 5 g/hL dans les vins rouges.

### Sang
Le sang enlève le goût végétal des vins jeunes, c'est le sang de bœuf qui était le plus couramment utilisé.
Le sang frais n'étant plus autorisé, on emploie un extrait en poudre : 5 à 10 g/hL dans les vins blancs et 10 à 20 g/hL dans les vins rouges. Le sang n'est plus autorisé en France depuis le 2 décembre 1997 : à la suite de la maladie de la vache folle, le procédé est interdit en France.

### PVPP
La polyvinylpolypyrrolidone absorbe les anthocyanes et les tanins (10 à 80 g/hL). Cette colle de synthèse est considérée comme un additif onéreux .

## Surcollage
On parle de surcollage (surdosage de la quantité de colle ajoutée au vin) lorsque toute la colle ne précipite pas et qu'une fraction non négligeable subsiste dans le vin. Le surcollage touche surtout les vins blancs pauvres en tanins.
Toutes les colles ne présentent pas le même risque, la colle de poisson présente peu de risque de surcollage.
On peut remédier à un surcollage avec : 
- un passage au froid (0 °C) suivi d'une filtration sur terres,
- en ajoutant de la bentonite (argile smectique). Une dose de 30 à 50 g/hL permet d'éviter les troubles en bouteilles. Une dose de 100 g/hL flocule presque toutes les protéines.
- des sols de silice (ou gels de silice). Additionnés à la colle pendant le collage, ils entraînent les protéines lors de leur sédimentation et évitent le surcollage.